# Euporus partitus
Euporus partitus är en skalbaggsart som beskrevs av Gerstaecker 1884. Euporus partitus ingår i släktet Euporus och familjen långhorningar. Inga underarter finns listade i Catalogue of Life.